# Johann Julius Walbaum
Johann Julius Walbaum, född den 30 juni 1724 i Wolfenbüttel, i Furstendömet Braunschweig-Wolfenbüttel (nuvarande Tyskland), död den 21 augusti 1799 i Lübeck, var en tysk läkare, naturforskare, zoolog och taxonom. 
Han var son till bryggaren Johann Konrad Walbaum och studerade i två år vid universitetet i Helmstedt från 1745, och därefter vid universitetet i Göttingen där han doktorerade i medicin 1749, varefter han flyttade till Lübeck där han verkade som läkare till sin död 1799.
Han beskrev flera arter av främst fiskar (men även sköldpaddor), som exempelvis sardin (Sardina pilchardus), jättemanta (Manta birostris), skedstör (Polyodon spathula), bergtunga (Microstomus kitt), glasvar (Lepidorhombus whiffiagonis), mindre hälleflundra (Reinhardtius hippoglossoides), fårhuvudfisk (Archosargus probatocephalus), frostfisk (Microgadus tomcod) och flera arter stillahavslaxar; bland dem keta (Oncorhynchus keta), puckellax (O. gorbuscha), indianlax (O. nerka), kungslax (O. tshawytscha) och regnbåge (O. mykiss).
I Lübeck var han med och grundade Gesellschaft zur Beförderung gemeinnütziger Tätigkeit (Sällskapet för främjande av allmännyttiga verksamheter), nu Die Gemeinnützige, 1789. Han valdes även in i Berliner Gesellschaft naturforschende Freunde 1782 och det fria ekonomiska sällskapet i Sankt Petersburg 1792.
Det 1893 öppnade Museum am Dom i Lübeck (nu ersatt av Museum für Natur und Umwelt) grundade sin naturhistoriska avdelning på Walbaums samlingar, vilka dock förstördes vid ett bombanfall 1942.

## Publikationer
- Disputatio … de venæ sectione, 1749
- Index pharmacopolii completi cum calendario pharmaceutico, Gleditsch, Leipzig 1767-69, del 1, del 2
- Beschreibung von vier bunten Taubentauchern und der Eidergans, Lübeck 1778
- Chelonographia oder Beschreibung einiger Schildkröten nach natürlichen Urbildern, Gleditsch, Leipzig och Lübeck 1782

Walbaum återutgav även en utökad upplaga av Peter Artedis Ichthyologiae i fem delar 1788-1793: del 1, del 2, del 3, del 4-5